# Ignas Snellen
Ignas Snellen (* 6. Juni 1970) ist ein niederländischer Astrophysiker, der sich mit Exoplaneten befasst.
Snellen wurde 1997 an der Universität Leiden promoviert und war danach drei Jahre am Institut für Astronomie der Universität Cambridge. Anschließend war er Lecturer in Astronomie an der University of Edinburgh, bevor er 2004 an die Universität Leiden zurückkehrte als Professor für beobachtende Astrophysik. Seit 2022 ist er Direktor der Sternwarte Leiden.
Er entwickelt Beobachtungstechniken und Datenreduktionstechniken für Teleskope auf der Erde zur Suche nach Exoplaneten und Analyse von deren Atmosphäre, insbesondere für das geplante Extremely Large Telescope (ELT). Dabei nutzt er  hochdispersive Spektroskopie und weitere Techniken, um das Licht des Planeten vom helleren Sternlicht zu trennen. Damit können Gase und spezifische Isotope in der Atmosphäre des Exoplaneten identifiziert werden, globale Windsysteme und die Rotation des Exoplaneten. Insbesondere könnte molekularer Sauerstoff als Biomarker in der Atmosphäre von Exoplaneten um rote Zwerge identifiziert werden. Er entwickelte das Kamerasystem MASCARA für Teleskope auf La Palma (Roque-de-los-Muchachos-Observatorium). Außerdem nutzt er die Teleskope des European Southern Observatory in Chile.
2014 gelang seinem Team mit dem VLT die erste Bestimmung der Rotationsdauer eines Exoplaneten (Beta Pictoris b, 16 mal so groß wie die Erde, aber mit einer Rotationsgeschwindigkeit von 100.000 km pro Stunde statt 1700 auf der Erde, Tageslänge 8 Stunden).
2011 erhielt er einen VICI-Grant der niederländischen Wissenschaftsorganisation NWO und er erhielt einen ERC Advanced Grant. 2019 erhielt er den Hans-Sigrist-Preis und 2022 den Spinoza-Preis. Am 21. Juli 2025 wurde ein Asteroid nach ihm benannt: (12939) Ignassnellen.